# وی۷۶۱ قنطورس
وی۷۶۱ قنطورس یک ستاره است که در صورت فلکی قنطورس قرار دارد.